# Johann Walter-Kurau
Johann Walter-Kurau (Jānis Valters vagy Johann Walter; Jelgava, 1869. február 3. – Berlin, 1932. december 19.) lett festő. A modern lett festészet egyik megalapítójaként tájképeket, portrékat és zsánerjeleneteket festett.

## Élete
Jelgavában született, 45 km-re délre Rigától, és balti német anyja révén német állampolgárságot szerzett. Theodor Walter kereskedő és városi tanácsos fiaként, egyike volt az öt gyermeknek. 1880 és 1888 között Walter a jelgavai középiskolában tanult, ahol Kurt Wiessner volt az egyik művésztanára. Magánórákat is vett Julius Döring művész műtermében és hegedűleckéket is kapott.
A szentpétervári Orosz Művészeti Akadémián tanult művészetet Janis Rozentālsnál és Vilhelms Purvītisnél, és olyan stílust alakított ki, amely az 1890-es évek realizmusától az impresszionizmus és expresszionizmus ihlette stíluson át az absztrakció határáig terjedt.
A 20. század fordulóján Lettország egyik legfontosabb művészeként tartották számon. Szülei halála és az 1905-ös orosz forradalom okozta felfordulás után 1906-ban Németországba, Drezdába ment, ahol vezetéknevét Walter-Kurau-ra változtatta. 10 évig élt Drezdában, mielőtt 1917 körül Berlinbe költözött.
Több mint 120 munkája a rigai Lett Nemzeti Művészeti Múzeum gyűjteményében található, köztük a Németország előtti kor leghíresebb alkotása, a Fürdő fiúk (1900). 1932-ben Berlinben halt meg.

## Képgaléria

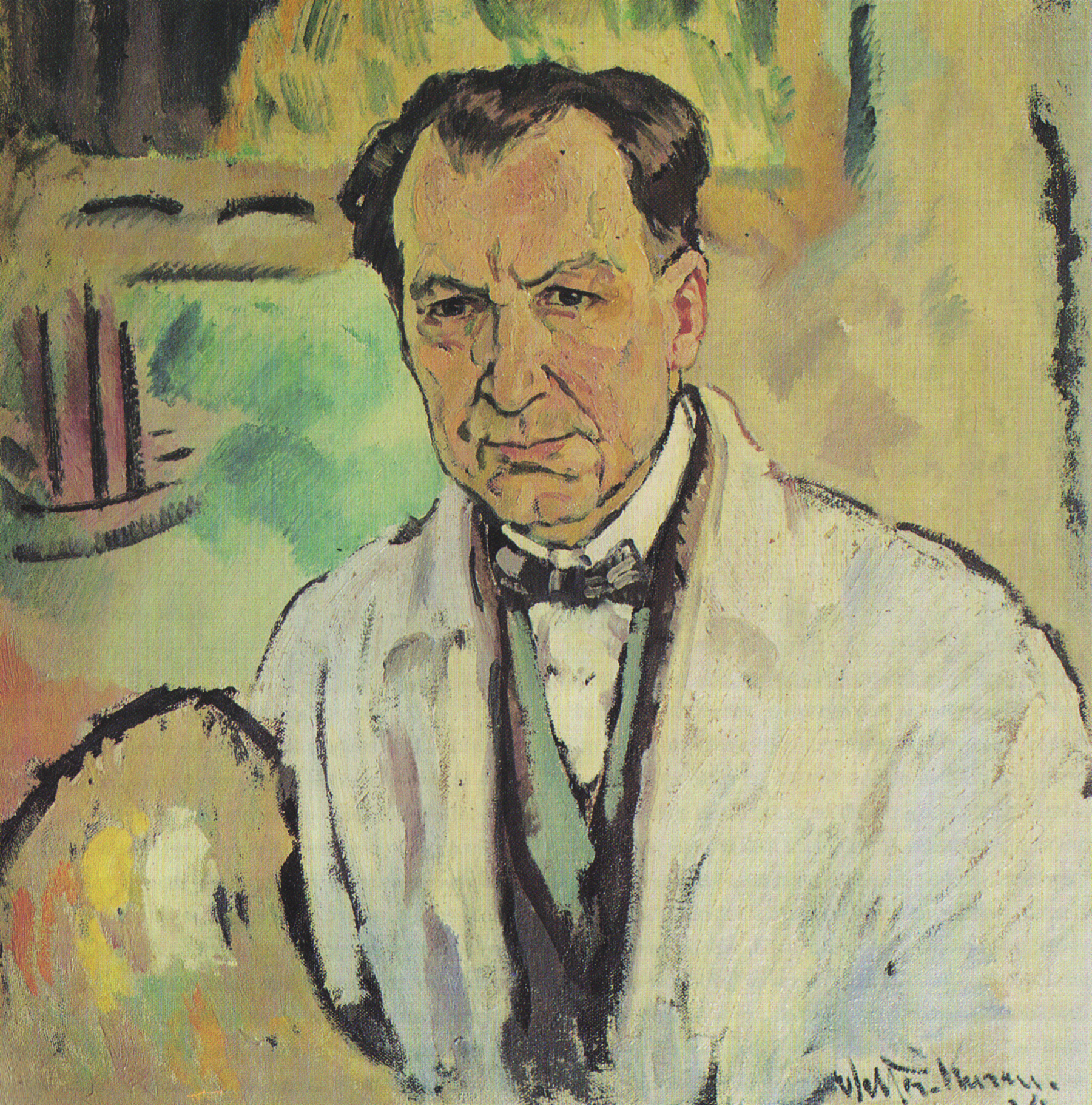
Önarckép (1924)
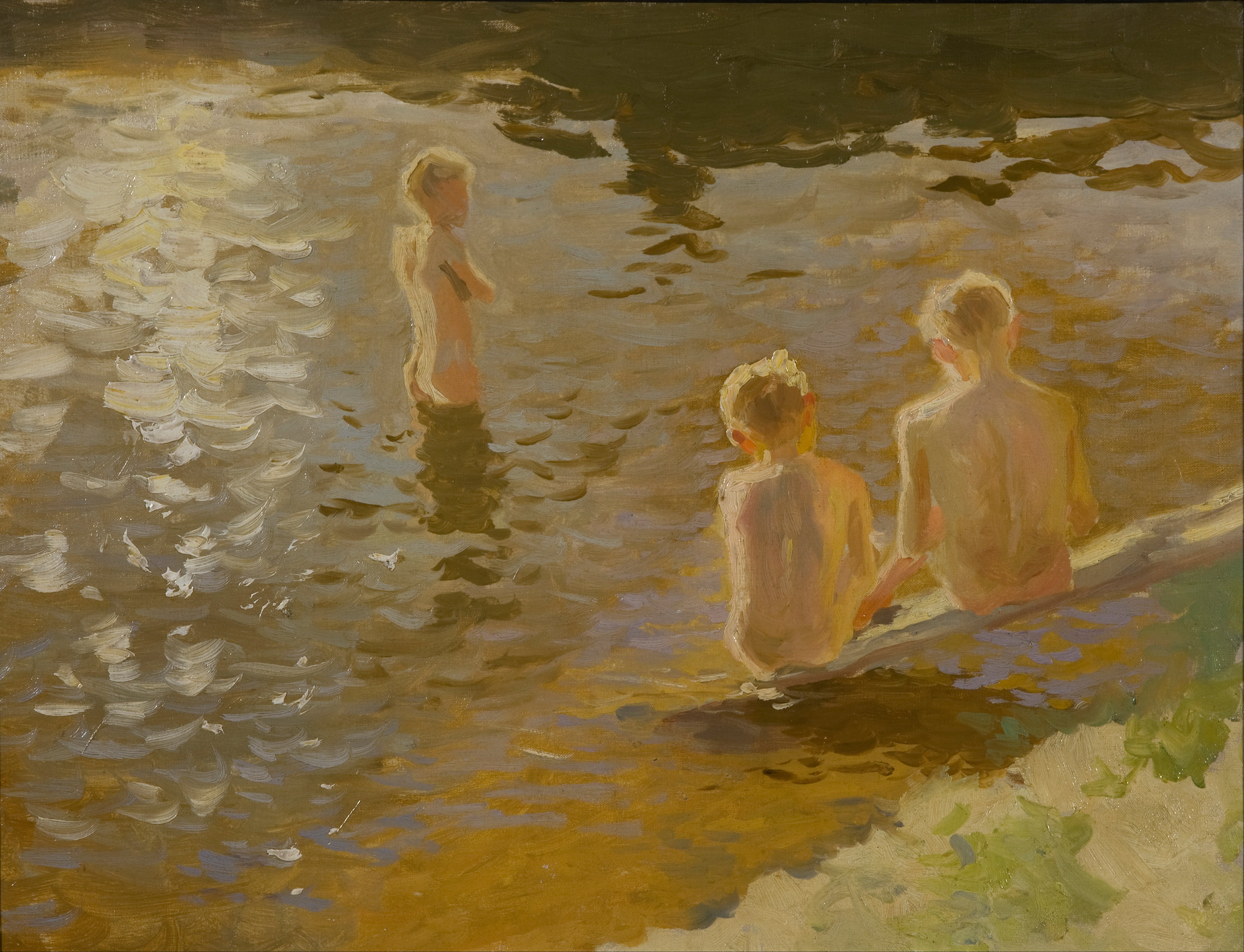
Fürdő fiúk (1900)
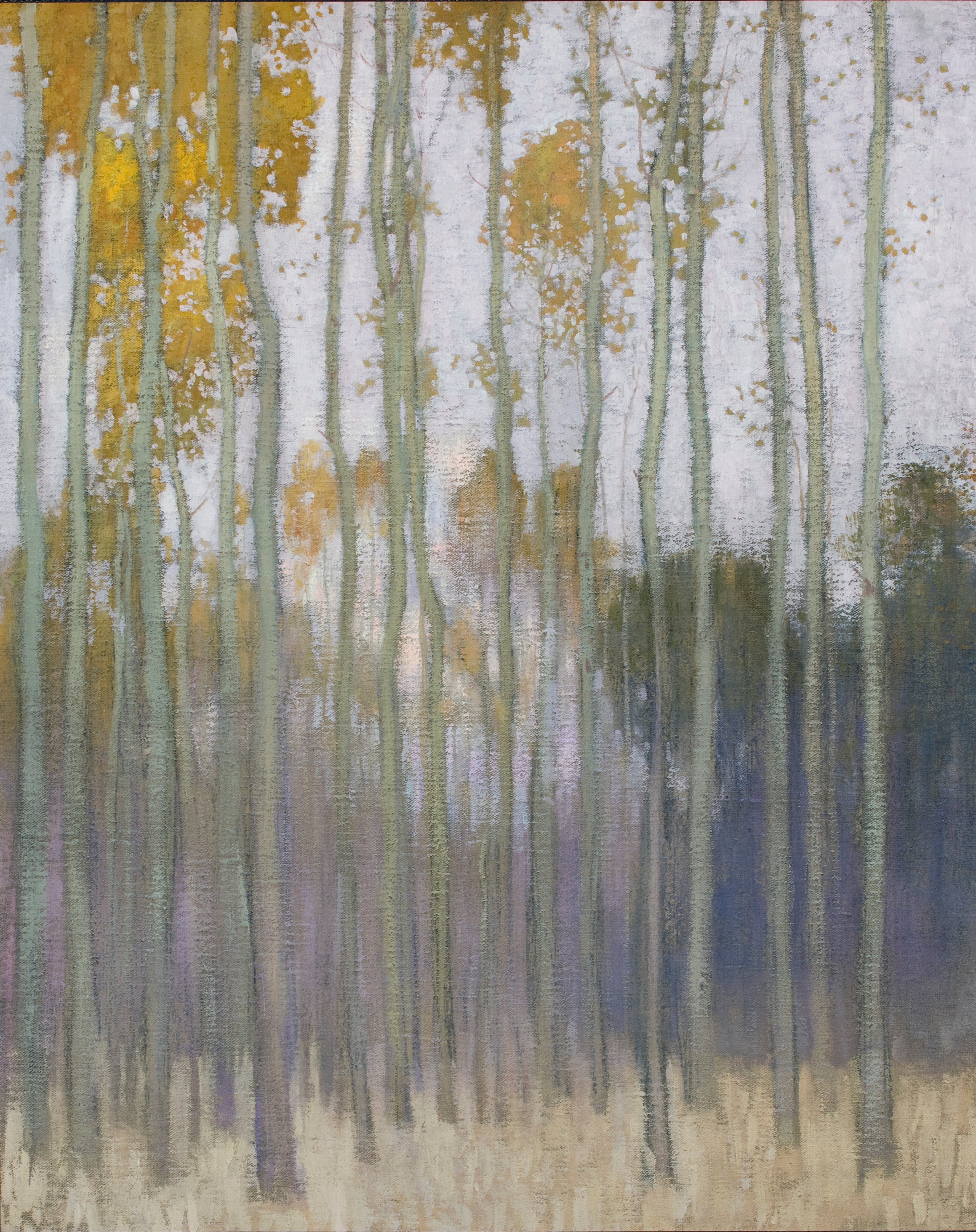
Erdő (reggeli nap) 1904
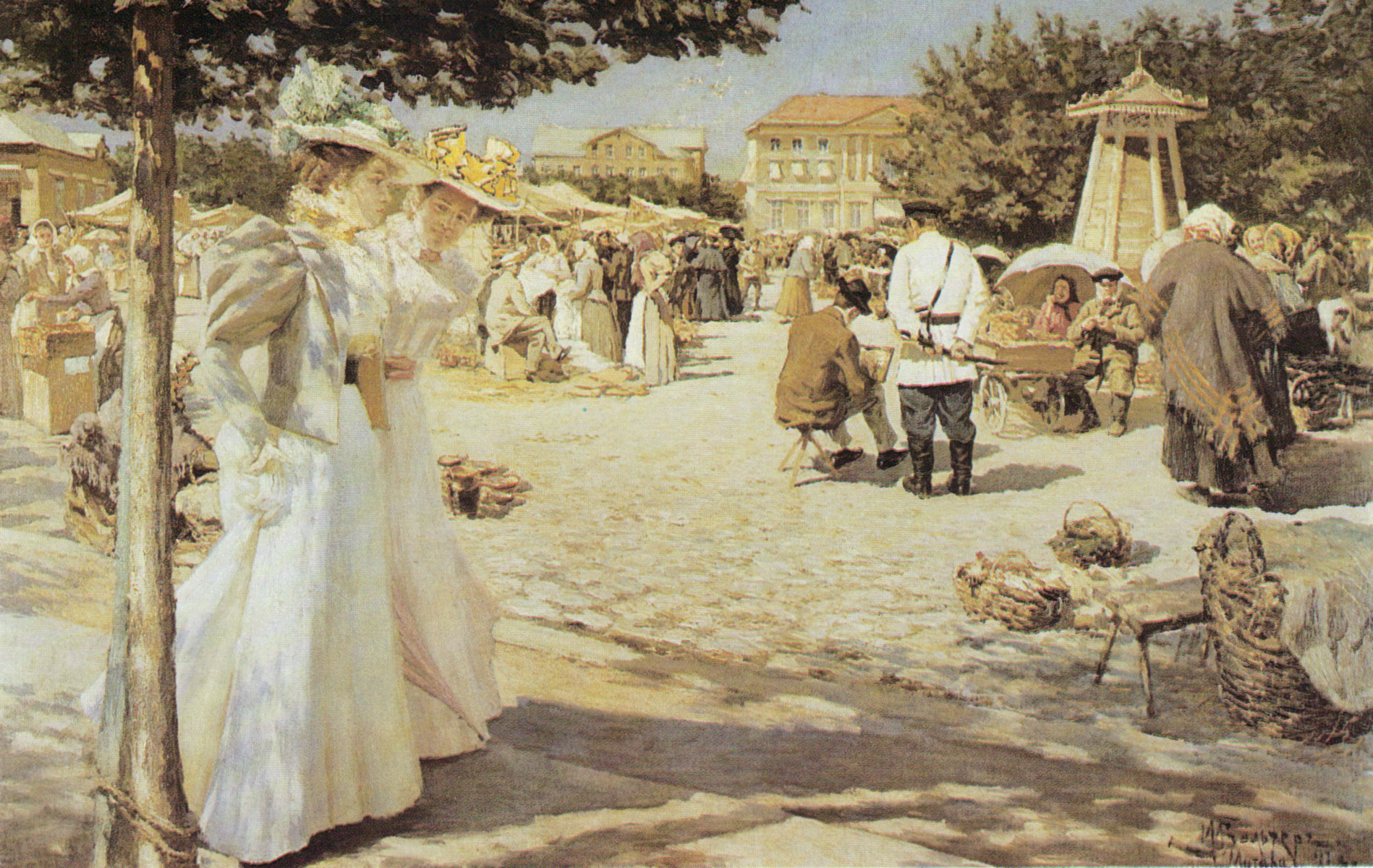
A jelgavai piac (1897)
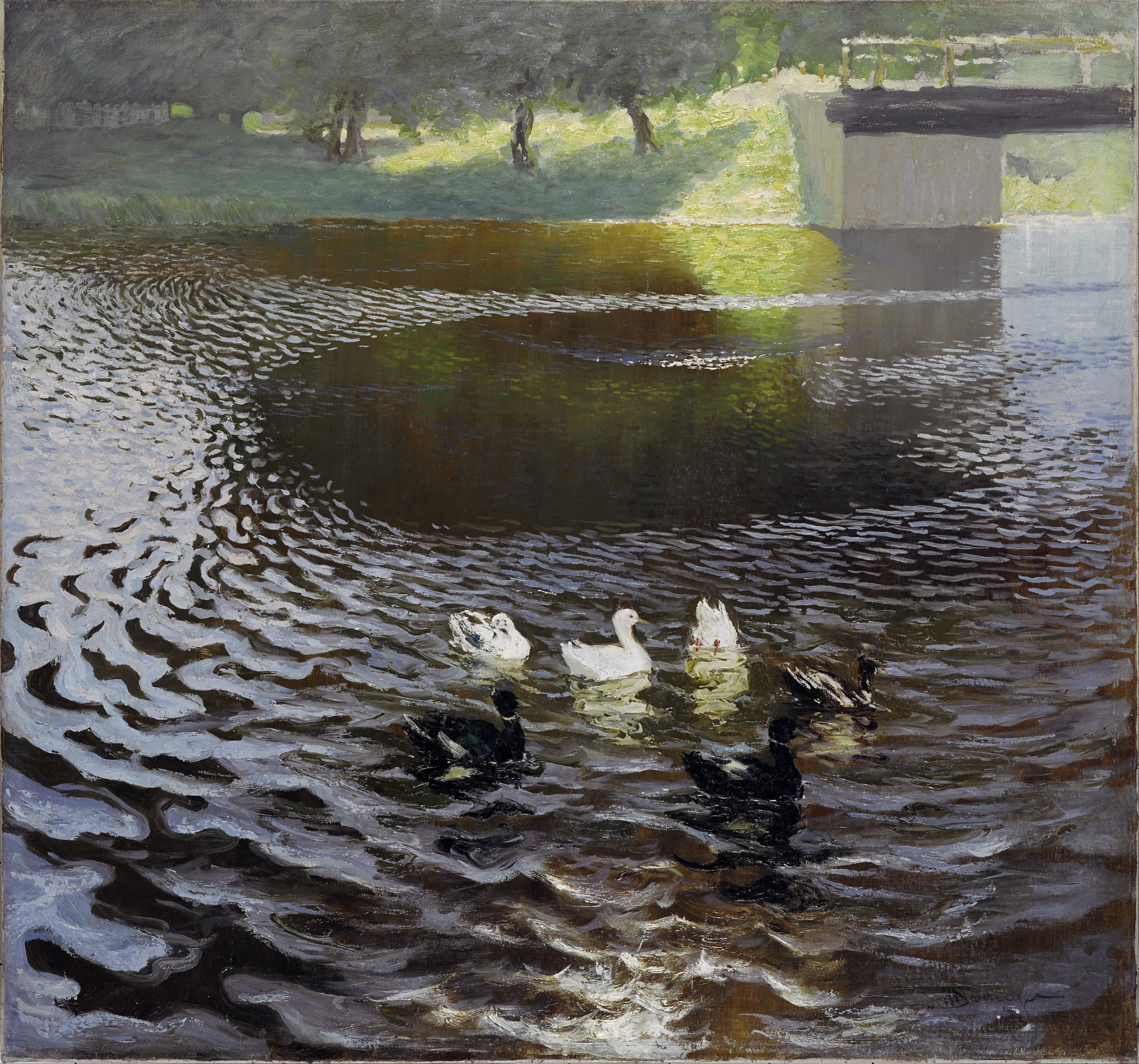
Kacsák (1898)
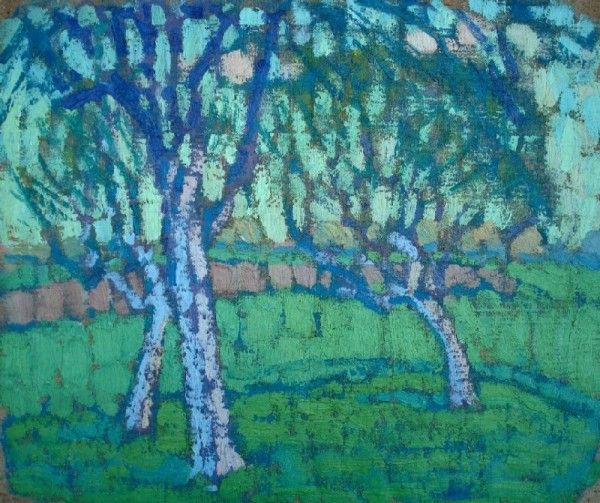
Táj nyírfákkal (1912 körül)

## Fordítás
- Ez a szócikk részben vagy egészben  a   Johann Walter-Kurau című angol Wikipédia-szócikk ezen változatának fordításán alapul.  Az eredeti cikk szerkesztőit annak laptörténete sorolja fel. Ez a jelzés csupán a megfogalmazás eredetét és a szerzői jogokat jelzi, nem szolgál a cikkben szereplő információk forrásmegjelöléseként.